# Pure Energy (album)
Pure Energy è il terzo album di raccolta del gruppo musicale statunitense Information Society, pubblicato il 30 marzo 2004.

## Tracce
1. What's on Your Mind (Pure Energy) – 4:18
2. Peace & Love, Inc. (Biokraft Mix) – 5:02
3. Empty 3.0 – 8:34
4. Closing In 2.0 – 8:13
5. On The Outside 2.1 – 6:49
6. Walking Away (Leæther Strip Mix) – 5:01
7. What's on Your Mind (Pure Energy) (Effcee Mix) – 5:42
8. Are Friends Electric? (Slightly Altered Version) – 4:57
9. Going, Going, Gone (Razed in Black Mix) – 4:58
10. Express Yourself – 5:01
11. Ozar Midrashim 1.1 – 6:54
12. Seek 300 2.11 – 4:36
13. The Ridge 1.1 – 9:41